# Wibaux County
Wibaux County är ett administrativt område i delstaten Montana, USA. År 2010 hade countyt 1 017 invånare. Den administrativa huvudorten (county seat) är Wibaux. 

## Geografi
Enligt United States Census Bureau så har countyt en total area på 2 305 km². 2 302 km² av den arean är land och 3 km² är vatten. 

### Angränsande countyn
- Richland County - nord
- Dawson County - väst
- Prairie County - väst
- Fallon County - syd
- Golden Valley County, North Dakota - öst
- McKenzie County, North Dakota - nordost